# Carteriospongia
Carteriospongia é um gênero de esponja marinha da família Thorectidae.

## Espécies
- Carteriospongia clathrata (Carter, 1881)
- Carteriospongia contorta Bergquist, Ayling & Wilkinson, 1988
- Carteriospongia cordifolia Keller, 1889
- Carteriospongia delicata Pulitzer-Finali, 1982
- Carteriospongia elegans (Lendenfeld, 1888)
- Carteriospongia endivia (Lamarck, 1814)
- Carteriospongia fissurella (de Laubenfels, 1948)
- Carteriospongia foliascens (Pallas, 1766)
- Carteriospongia mystica Hyatt, 1877
- Carteriospongia pennatula (Lamarck, 1813)
- Carteriospongia perforata Hyatt, 1877
- Carteriospongia silicata (Lendenfeld, 1889)
- Carteriospongia sweeti (Kirkpatrick, 1900)
- Carteriospongia vermicularis (Lendenfeld, 1889)